# ケニアサッカー連盟
ケニアサッカー連盟（ケニアサッカーれんめい、Football Kenya Federation、フットボール・ケニヤ［Football Kenya］、FKF ）は、ケニアのサッカーにおける国内統括団体。現在の団体は2008年から国内統括団体賭して認定されていたフットボール・ケニア・リミテッド(FKL) に替わって2011年に設立された組織で、2012年に国際サッカー連盟 (FIFA)、 アフリカサッカー連盟 (CAF)、および東部・中部アフリカサッカー協会評議会 (CECAFA) によって承認された。現在の代表はニック・ムウェンドワ。
本項では、2011年まで存在した旧・ケニアサッカー連盟（Kenya Football Federation、KFF）についても記す。

## 旧・ケニアサッカー連盟 (KFF)
旧・ケニアサッカー連盟（Kenya Football Federation、KFF）はイギリス植民地時代の1946年に設立され、1960年にFIFAに加盟した。1963年に国内最高峰のリーグであるケニアナショナルフットボールリーグ（現在のケニア・プレミアリーグ）を発足させ、代表チームの統括などを行っていた。
しかし、ケニア・プレミアリーグとKFFの関係が悪化し、ケニア・プレミアリーグ (KPL) の参加クラブは、従来のリーグを脱退し、新たにリーグを運営する有限責任会社として2003年にリーグ運営のための新法人を設立、KFFとの対立が続くことになる。そして、この両者の調停にケニア政府が乗り出したことからFIFAがこれを「政府の連盟への介入」と判断し、2006年1月にはFIFAとKFF、ケニア政府、CAFとの間で独立性の保持を誓約する合意書が交わされたが、これが守られず、2006年10月25日にはKFFを資格停止処分とし、ケニア代表等の国際試合への出場停止処分を科した。
2008年、プレミアリーグに参加するクラブのオーナーを中心として新たにフットボール・ケニア・リミテッド(FKL) を設立。これをFIFAが国内統括団体として承認したことから、KFFが「有限責任会社が国内統括団体であることは不適当である」として、国内統括団体としての地位の確認を求めてスポーツ仲裁裁判所（CAS）に提訴する事態となった。CASは2010年4月27日、KFFの訴えを退け、FIFAに対しFKLをケニアのサッカー統括機関として引き続き認めるよう要請した。KFFはこの裁定に不満を示し、対立は継続したもの、最終的に2011年にKFFは解散し、2011年11月にはFKLが有限責任会社としての形態を解消、新たなケニアサッカー連盟（Football Kenya Federation、FKF）が設立された。FKFの新しい幹部のほとんどは、FKLの以前の幹部が引き継ぐ形となった。

## 新・ケニアサッカー連盟 (FKF)
FKFは2011年から2015年の間にサム・ニャムウェヤが率いていたが、ニャムウェヤは連邦基金の横領と密接に関連していた。この時期、国民からは、代表チームがお金を使うことができない暗黒期と見なされていた。これは、ビクター・ワニアマなどの国際的なプレーヤーにまで波及し、国際試合への往復のフライトの料金を支払う必要があった。
2016年2月、「チームチェンジ」の一環として奔走したニック・ムウェンドワがニャムウェヤから会長の座を引き継いだ。ムウェンドワの計画には、KPLを18チームのリーグに再編し、長らく閉鎖されていたFIFAゴールプロジェクトの事務所をモイ国際スポーツセンターにて再開することが含まれていた（2016年6月に移転）。
2016年4月、「ハランビースターレット」の愛称を持つ女子代表チームは、2016年にカメルーンで開催されたアフリカ女子ネイションズカップ (AFCON) の本大会に初出場。
FKFとベッティング会社のSportPesaは、2016年6月に5年間のパートナーシップに署名。
2017年、「ハランビースターズ」の愛称を持つ男子代表チームは、ケニアで開催されたセカファシニアチャレンジカップで優勝、アフリカネイションズカップ2019に8大会ぶりに（FKFに移管されて初めて）出場した。
2019年、ケニア女子代表がタンザニアのセカファ女子選手権で優勝した。
2021年11月、ケニアのスポーツ文化芸術省は、政府からFKFへの資金を横領した容疑でFKF代表のニック・ムウェンドワを訴追し、国内法に基づきFKF理事会の解散を命令。これがFIFAの禁じる「国内統括団体への政府の介入」と判断され、FIFAは2022年2月、FKFの資格を一時停止する処分を決定した。
2022年11月、FIFAはFKFに対する一時停止処分を解除した。これは、政府が組織を復活させる決定を下したことを受けたものである。